# Brachythecium propinnatum
Brachythecium propinnatum är en bladmossart som beskrevs av Redfearn, B. C. Tan och Si He 1996. Brachythecium propinnatum ingår i släktet gräsmossor, och familjen Brachytheciaceae. Inga underarter finns listade i Catalogue of Life.